# Hymenolaimus malacorhynchos
L'anatra blu (Hymanolaimus malacorhynchos Gmelin, 1789) è un uccello della famiglia degli Anatidi, endemico della Nuova Zelanda. È l'unica specie del genere Hymenolaimus.
I māori la chiamano whio, nome onomatopeico derivante dal richiamo del maschio.

## Descrizione
Questo volatile, lungo 54 cm, è di colore grigio ardesia scuro, ha il petto macchiettato di castano e gli occhi e il becco di tonalità più pallide. Quest'ultimo, di color bianco-rosaceo, presenta delle membrane carnose di pelle che pendono da ambo i lati dell'estremità.

## Biologia
L'anatra blu nidifica nelle cavità degli alberi, in piccole caverne e in altri luoghi riparati. È una specie molto rara che vive lungo i tumultuosi corsi d'acqua montani.
È una nuotatrice molto abile che se la cava benissimo perfino tra le rapide, ma è molto riluttante a volare. Difficile da localizzare, non è però diffidente quando viene individuata.
Il richiamo del maschio consiste in un fischio aspirato, mentre la femmina emette un tremulo grugnito.

## Distribuzione e habitat
È un residente endemico della Nuova Zelanda.

## Conservazione
Questa specie, che è sempre stata piuttosto rara, è ora minacciata dai mammiferi predatori introdotti dall'uomo, dalla competizione per il cibo, costituito da invertebrati, con le trote, anch'esse introdotte, e dalla costruzione di dighe per l'utilizzo dell'energia idroelettrica sul corso dei fiumi di montagna ove vive. Il Dipartimento di Conservazione della Nuova Zelanda sta attualmente portando avanti un programma per il recupero dell'habitat di quest'anatra, come ad esempio l'area del Fiume Oparara, sulla West Coast.